# Distrito de Paccha (Yauli)
El Distrito de Paccha es uno de los diez distritos de la Provincia de Yauli, ubicada en el Departamento de Junín, bajo la administración del Gobierno Regional de Junín, en la sierra central del Perú.
Dentro de la división eclesiástica de la Iglesia Católica del Perú, pertenece a la Vicaría V de la Arquidiócesis de Huancayo

## Historia
El distrito fue creado mediante Ley N° 12982 del 17 de marzo de 1958, en el segundo gobierno del Presidente Manuel Prado Ugarteche.

## Geografía
Abarca una superficie de 323,42 kilómetros cuadrados.
Se ubica a aproximadamente 3 750 m.s.n.m. en el ecosistema de la serranía esteparia muy cerca a la Puna. El río más importante es el río Mantaro en cuyo cauce se ubica aguas arriba la central hidroeléctrica de Malpaso en el caserío del mismo nombre.
Su capital es el poblado de Paccha, siendo sus principales anexos Malpaso, Huaypacha y Shincamachay.

### Las antiguas Pacchas
Son restos de lo que algún día fue un conjunto hermosísimo de cataratas de 30 metros de altura distribuidos en un espacio de más o menos 300 metros al borde del río Mantaro, siendo éstas Pacchas la desembocadura del río Tishqo. Hoy solo cuenta como formación rocosa y cueva ya que un desastre natural (erosión del agua) acabó con ellas en la década del cincuenta. Eran tan hermosas esas cascadas que fue el motivo de nombrar así al pueblo ya que Paqcha es palabra quechua que significa Catarata.

### Río Tishgo
A lo largo de este río pondremos apreciar hermosas vistas del paisaje andino, principalmente cataratas y cascadas, algunas de ellas son Tishgo, Catarata del pescador, Cataratas gemelas de Casaracra, Catarata Huaricucho, Cascada del Puente Blanco (destruida por causa indefinida) y otras de menor tamaño. También en algunas orillas hay humedales dónde la fauna silvestre trata de convivir con el ser humano, esto lo podremos apreciar cerca al peaje de Casaracra.

### Riachuelo Huashanhugo
Básicamente es zona ganadera pero en época de lluvia se llena de gran belleza paisajística. Muy cerca del pueblo se puede iniciar una caminata observando desde el inicio un pequeño bosque de queñuales, luego encontraremos varias cascadas de singular belleza, la más importante es la cercana al sector Gagalloga.

### Bosque de piedras Gagalloga
Siguiendo el camino paralelo al río Huashanhugo a una hora de caminata desde el pueblo se podrá observar unas rocas rojizas muy especiales, ya la imaginación del espectador hará la interpretación de cada una de ellas. En un punto del camino se puede observar la formación rocosa más importante conocida como Huancarumi.

### Colesvado
Humedal de vida silvestre, básicamente aves como patos, garzas y gaviotas son encontradas en este lugar cercano al cruce Las Vegas.

## Autoridades

### Municipales
- 2023 - 2026[3]
  - Alcalde: Orlando Walter Mateo Sabroso, de Junín Sostenible con su Gente.
  - Regidores:

  1. Rosa Bertha Camargo Roque (Junín Sostenible con su Gente)
  2. Javier Kit Aguilar Huamán (Junín Sostenible con su Gente)
  3. Viviana Hermelinda Córdova Aliaga (Junín Sostenible con su Gente)
  4. Feliz Nicolas Gómez Vásquez (Junín Sostenible con su Gente)
  5. Natali Vilma Poma Aliaga (Movimiento Regional Sierra y Selva Contigo Junín)

Alcaldes anteriores
- 2019 - 2022: Charles Albert Hidalgo Aguilar
- 2015 - 2018:[4] Beltrán Walter Aliaga Cajahuanca, Movimiento regional Bloque Popular Junín (BPJ).
- 2011-2014:[5] Orlando Walter Mateo Sabroso, Movimiento Independiente Regional La Carita Feliz (LCF).[6]
- 2007-2010: Saturnino Mc Gerson Camargo Zavala.

### Policiales
- Comisaría de La Oroya
  - Comisario: Cmdte. PNP. Dennis Pizarro.[7]

## Educación

### Instituciones educativas
8 DE OCTUBRE
COLEGIO PURÍSIMA CONCEPCIÓN

## Arqueología
Cuenta con diversos restos arqueològicos como las ciudadelas de Shimapunta y Cochasmarca.
Shimapunta: Resto arqueológico del intermedio tardío en regular estado de conservación, se ubica muy cerca del pueblo pero hay que subir un cerro bastante empinado.
Cochasmarca: Resto arqueológico del intermedio tardío en regular estado de conservación. A cinco kilómetros desde el pueblo de Paccha, una parte de la vía es trocha carrozable (15 minutos) y media hora subir un cerro empinado.

## Economía
El pueblo vive de la ganadería que es explotada de forma organizada a travès de la Comunidad campesina Purísima Concepción, perteneciente a la SAIS Túpac Amaru Ltda..